# (20193) Yakushima
(20193) Yakushima est un astéroïde de la ceinture principale.

## Description
(20193) Yakushima est un astéroïde de la ceinture principale. Il fut découvert le 18 janvier 1997 à Chichibu par Naoto Satō. Il présente une orbite caractérisée par un demi-grand axe de 2,65 UA, une excentricité de 0,20 et une inclinaison de 10,6° par rapport à l'écliptique.

## Compléments